# Хелън Баролини
Хелън Франсис Баролини (на английски: Helen Frances Baroliniс), с моминско име Молика, е американска писателка, редактор и преводач. Като второ поколение италианска американка, Баролини често пише за проблемите на италианско-американската идентичност. Сред забележителните ѝ произведения са Umbertina (1979), роман, който разказва историята на четири поколения жени в едно италианско-американско семейство, и антологията The Dream Book: An Anthology of Writings by Italian American Women (1985), която насочва вниманието към новопоявила се и незабелязана преди това класа писателки.

## Биография
Хелън Франсис Молика е родена на 18 ноември 1925 г. в град Сиракюз, щата Ню Йорк, в семейството на италиано-американски родители. Баща ѝ е местен търговец. Въпреки че баба ѝ и дядо ѝ са италиански имигранти, Баролини не говори италиански преди да наеме преподавател по езика.
Баролини завършва Сиракюзкия университет през 1947 г. с почетно отличие, получава diploma di profitto от Флорентиския университет през 1950 г. и магистърска степен по библиотечни науки от Колумбийския университет през 1959 г.
След като се дипломира в Сиракюз, Баролини заминава за Италия, където учи в Перуджа и пише статии за вестник „Сиракюз Хералд“. Именно там тя се запознава и се омъжва за италианския писател Антонио Баролини. Двамата живеят в Италия няколко години, преди да се преместят в Ню Йорк. Тя превежда няколко от творбите на съпруга си на английски, включително Our Last Family Countess (1960) и A Long Madness (1964).
Благодарение на стипендията, дадена от Националния фонд за изкуствата, Баролини завършва първата си книга през 1979 г. Това е романът Umbertina, за който получава Наградата за литература за американците от италиански произход през 1984 г. и италианска литературна награда „Премио Ачерби“, през 2008 г. Романът е кръстен на измислен герой, който емигрира в САЩ от Калабрия.
Нейната антология, The Dream Book: An Anthology of Writings by Italian American Women (1985), получава американската награда за книги на фондация „Преди Колумб“ и награда „Сюзън Копелман“ от Американската културна асоциация. Книгата получава похвали от писателите Алис Уокър и Синтия Озик и е призната като значима творба от критика Жул Хамецки. В есе за италиано-американските романисти Фред Гардафе пише: „До появата на The Dream Book през 1985 г. италиано-американските жени не са имали критици или литературни историци, които да се опитат да изследват техния произход, да отключат причините за миналото мълчание и да признаят, че в края на краищата те съществуват.“

## Личен живот и смърт
През 1950 г. се омъжва за Антонио Баролини. Двамата имат три дъщери. Теодолинда Баролини става професор по италиански в Колумбийския университет, Сузана Баролини се омъжва за италиански художник от Урбино и се премества в Италия, а Николета Баролини става артистичен директор, също в Колумбийския университет. Антонио Баролини умира през 1971 г.
Хелън Баролини умира в Хейстингс он Хъдсън, щата Ню Йорк, на 29 март 2023 г. на 97 години.